# Eleonora Ehrenbergů
Eleonora Ehrenbergů vagy Eleonora Ehrenbergová (teljes nevén: Eleonora Gayerová z Ehrenbergů, németül: Eleonora Gayer Freiin von Ehrenberg, 1832. november 1., Modrá Hůrka, Habsburg Birodalom – 1912. augusztus 30., Ondřejov, Osztrák–Magyar Monarchia) cseh szoprán, operaénekesnő.

## Élete
Nagyapja Anton Franz Gayer, prágai gyógyszerész, 1764. augusztus 14-én nemesi címet és a von Ehrenberg utónevet kapta Mária Terézia császárnőtől a hétéves háborúban játszott szerepéért. Édesapja, Johann Aloys Gayer von Ehrenberg, a cseh Legfelősbb Bíróság tanácsnoka, bárói címet kapott. Eleonora 1832-ben született a Týn nad Vltavou közelében fekvő Modrá Hůrkában. 1842-1847 között a prágai Voršilek kolostorban élt, ahol a zenei oktatás alapjait is megkapta. 1852-ig Bécsben élt nagynénjével, Hrzánová grófnéval. 1852 és 1854 között a prágai konzervatórium növendéke volt, ahol Giovanni Battista Gordigianitól (1795–1871) tanult énekelni.

## Híres szerepei
| Szerep  | Opera                  | Zeneszerző        | Dátum              | Színház                   | Rendező          | Megjegyzés |
| ------- | ---------------------- | ----------------- | ------------------ | ------------------------- | ---------------- | ---------- |
| Mařenka | Az eladott menyasszony | Bedřich Smetana   | 1866. május 30.    | Ideiglenes Színház, Prága | Josef Jiří Kolár | ősbemutató |
| Litka   | Dalibor                | Bedřich Smetana   | 1868. május 16.    |                           | Josef Jiří Kolár | ősbemutató |
| Lucia   | Lammermoori Lucia      | Gaetano Donizetti | 1854. augusztus 3. | Nostitz Színház, Prága    |                  |            |